# فرودگاه کلسی
فرودگاه کلسی (به انگلیسی: Kelsey Airport) یک فرودگاه همگانی با کد یاتا KES است که یک باند فرود شن دارد و طول باند آن ۱٬۱۵۸ متر است. این فرودگاه در کشور کانادا قرار دارد و در ارتفاع ۱۸۷ متری از سطح دریا واقع شده است.